# 沙羅曼達

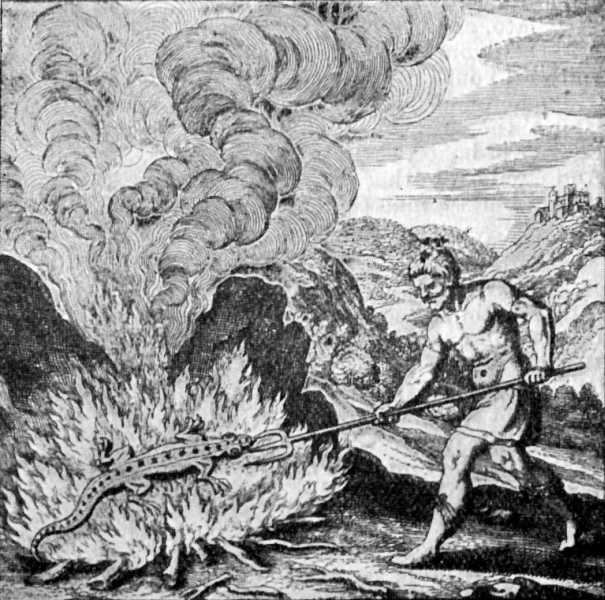
The Story of Alchemy and the Beginnings of Chemistry
一書中的沙羅曼達

沙羅曼達（英語：salamander，或譯作沙拉曼達、火蜥蜴、火蠑螈、沙羅曼蛇）在中世紀的歐洲的鍊金術和地方傳說中是代表火元素的元素精靈，和水精靈、地精靈以及風精靈並列。這個元素精靈的概念可以追溯到中世紀鍊金術士帕拉塞爾斯的著作中。此外，值得注意的是 salamander 一詞也有蠑螈之意，而歐洲人的確曾把沙羅曼達的神祕屬性加在蠑螈身上，並視兩者為同一生物。

## 古典、中世紀和文藝復興時期的傳說

Clan Douglas 的成員才可以穿戴的蘇格蘭羽毛徽章（Crest badge）

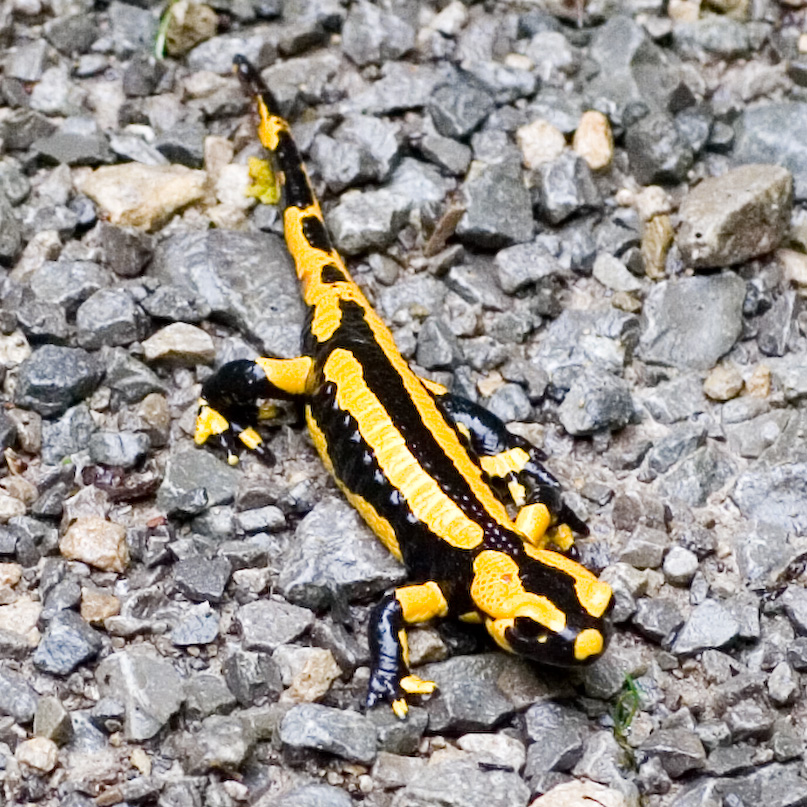
火蠑螈的照片

沙羅曼達這個充滿傳說色彩的生物代表了古代以及中世紀歐洲加諸於蠑螈的幻想，這些幻想有許多源自於蠑螈的真實特性，但多半遭到不實的誇大。而沙羅曼達的形像也有多種說法，包含了蟲、鳥以及其他多種面目，但經過鍊金術士、文學家以及許多神祕學學者等的潤飾後，現今以火蜥蜴的敘述為主流。在歐洲古代關於自然歷史和哲學的著作中常能發現關於沙羅曼達的奇幻式記載，那時發展出許多與牠有關的傳說、神話與象徵符號。
傳說中對沙羅曼達的形象多半不脫幾個形象，在中世紀歐洲的動物寓言中，對牠的奇幻描述包括「在木盆中形似薩堤爾的生物」（八世紀）、「能穿越火焰的蠕蟲」（十二世紀）和「焰中之鳥」（十三世紀）。玫瑰十字會的描述則比較寫實，並且比較接近古典時代的描述。
在現存早期對沙羅曼達（蠑螈）的描述中，老普林尼寫道該生物是「一種類似於蜥蜴的生物，全身上下都像有星星一樣。除了下大雨以外，牠絕對不會出來，並且在天氣轉晴後就會消失。」這些特徵與歐洲的金色阿爾卑斯蠑螈（gold Alpine Salamander，學名 Salamandra atra）相符，牠的背上有金色的斑點，此外也和某些火蠑螈（學名 Salamandra salamandra）的某些亞種類似。老普林尼甚至做出蠑螈和蜥蜴的區分準則，他們在外觀上相似，但在其他層面有些差異，相較之下科學界直到近代才有人去做系統化的研究。生物學家把蜥蜴分類為爬蟲動物，蠑螈則是兩棲動物。
普林尼敘述的其餘幾種特徵的可信度較低，像是能用他們身體的冷去滅火（這也曾由亞里斯多德提過）。雖然普林尼記述此於博物誌（Natural History）第十書（Book 10）的第86章，但他也在29書的23章提到他對此抱持懷疑，並認為要是此一敘述為真，則應相當容易發現，卻從沒有證據顯示這些兩棲動物能做到傳說的事。他也提到了醫藥和毒的特性，而這的確是某些蠑螈（例如金色阿爾卑斯蠑螈和火蠑螈）的特徵，他們能夠排出毒性、生理刺激性的物質。這些物質通常在他們受到威脅的時候產生，可以有效的嚇阻掠食者。不過這些特性的延伸相當地誇大，像是認為一隻沙羅曼達（蠑螈）只要在一棵樹附近徘徊就能使果子有毒性，並毒死吃了果子的人。
在古歐洲人記述的這些沙羅曼達的特徵中，和火相關的傳說可說是這類傳說的重點。這可能與多數蠑螈的一個特性有關，即冬眠於腐木之內或之下。當腐木被帶回家當作柴燒時，冬眠的蠑螈於是「神秘的」自火中迸出。16世紀的意大利藝術家本韋努托·切利尼就曾在自傳中提過自己孩時曾目睹此事。根據一些作家所言，當蠑螈受到驚嚇時分泌的牛奶狀物質會讓牠的皮膚非常濕潤，而這引起蠑螈（沙羅曼達）能夠忍受熱甚至撲滅火的想法。
早期的歐洲評註者常把「爬行的生物」（在拉丁語裡稱為 reptiles 或 reptilia）視為同種，因此沙羅曼達（蠑螈）（拉丁語稱 salamandrae）、龍（拉丁語稱 dracones 或 serpentes）和翼蜥（拉丁語稱 basilisci）多被視為有關聯的物種，就像 Conrad Lycosthenes 的 Prodigiorum ac ostentorum chronicon 一書裡所寫的。
在塔木德（Hagiga 27a）經裡稱沙羅曼達是火的產物，而身上塗滿牠的血的人將得以不怕火燒。塔木德的首位評註者羅西（Rashi）寫道在一地連續燃燒七年不止的火焰中會誕生出沙羅曼達。根據布哈里聖訓，穆罕默德說沙羅曼達是「厄運的製造者」並是「該殺之物」。
達文西關於沙羅曼達的描述是這樣的：「牠沒有任何消化器官，牠不吃任何食物，只吃火。在火中，牠會不斷脫去、換新自己的鱗皮——這是牠的內在價值。」幾年以後，帕拉塞爾斯提出沙羅曼達是代表火的元素精靈之說，對沙羅曼達在神祕學的角色起了重大影響。
早期到中國的旅行者據說穿著著由沙羅曼達的毛編織成的衣物，而且那些衣物不會被火所傷。實際上那些衣物摻入了石棉而得以防火。根據T‧H‧懷特（T. H. White）所言，祭司王約翰擁有一件這樣的袍子，「印度皇帝」也有一件由千層皮做成的衣服，教皇歷山三世亦有一件珍藏的外衣。威廉‧卡克斯頓（William Caxton, 1481） 寫道：「這些由沙羅曼達而來的衣物在火中是不會燃燒的。」 霍姆（Holme, 1688）寫道：「......我曾有幾次（把沙羅曼達的毛）放入火中，直到它紅燙，然後再取出。那時它已經冷了，但仍是完美的毛髮。」

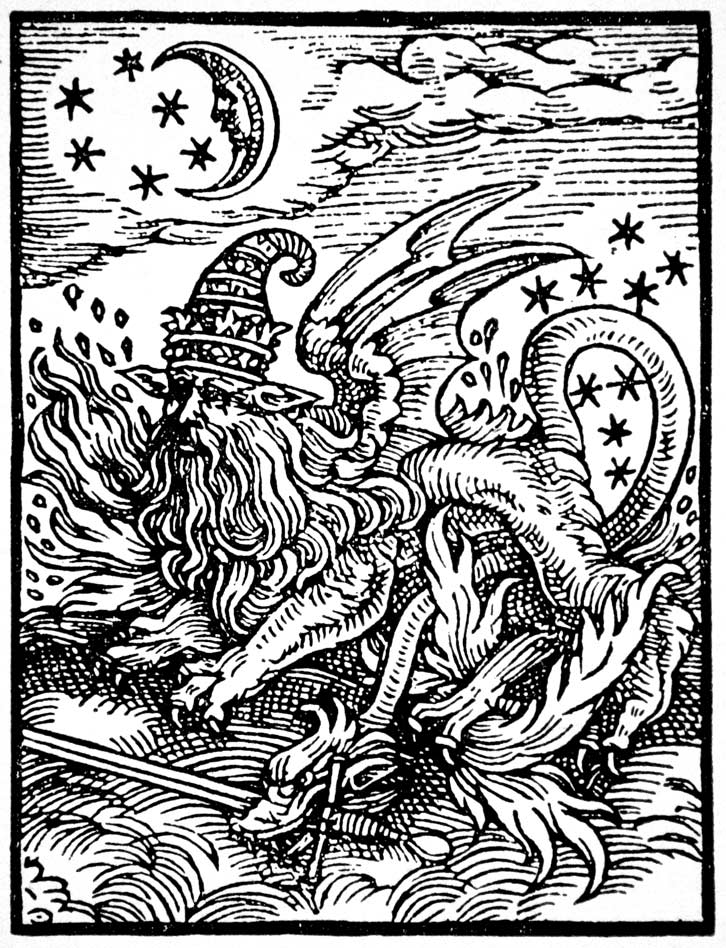
這幅十六世紀的木刻被M‧P‧霍爾（M.P. Hall）
指為沙羅曼達

另一個解釋則是這物質是某種絲：一封據說源自祭司王約翰的20世紀書信寫道「我們的王國出產名為沙羅曼達的蟲，沙羅曼達活在火裡，而且製繭，我們的宮廷女士們用此紡織衣物。若是要把這些織物清洗乾淨的話，就把他們投入火裡。」弗萊爾（Friar）也記述道馬可·波羅相信「真正的」沙羅曼達是在土中的某種不可燃物質。
在近代，最廣為人知的謬誤源自於一本極有影響力的20世紀神祕學書籍：由曼力‧帕爾默‧霍爾（Manly Palmer Hall）所著的 Secret Teachings of All Ages（詳見於註解），其中記述了一段寫實插圖。因為這份插圖似乎出自1527年，一本由安德列亞‧奧西安德（Andreas Osiander）與漢斯‧薩克斯（Hans Sachs）寫的反教皇小冊——其中把教皇繪為怪獸，霍爾對插圖的描述因而備受質疑。

## 紋章、象徵與典故
在早期的紋章學中，沙羅曼達不知何故被繪為被火包圍的短腿狗；在近代則是被描繪為蜥蜴或蠑螈，但同樣存在於火中。在 Le Clei 的徽章也是吐火（vomissant des flammes）的形象。牠常被畫成紋章綠色（vert），但也可能是其他金屬的顏色。
沙羅曼達因其征服烈火的特性成了持久忠誠的象徵。在弗朗索瓦一世的徽章上有這麼一句座右銘：「我滋養（善），並消滅（惡）」。沙羅曼達也在勒阿弗爾和楓丹白露以及其他的徽章中出現。牠亦是傳統上鐵匠會徽的代表，因此在許多民間徽章上都能找到牠，象徵地方的金屬加工業。英國督德利自治區（Dudley Metropolitan Borough）議會以及舊郡自治會議（County Borough Council）的徽章上也有沙羅曼達。在史班尼摩鎮議會（Spennymoor Town Council）的羽毛徽章（crest badge）上，雪弗托（Shafto）家族的沙羅曼達圖樣手中持了把劍，象徵當地的鋼產業。

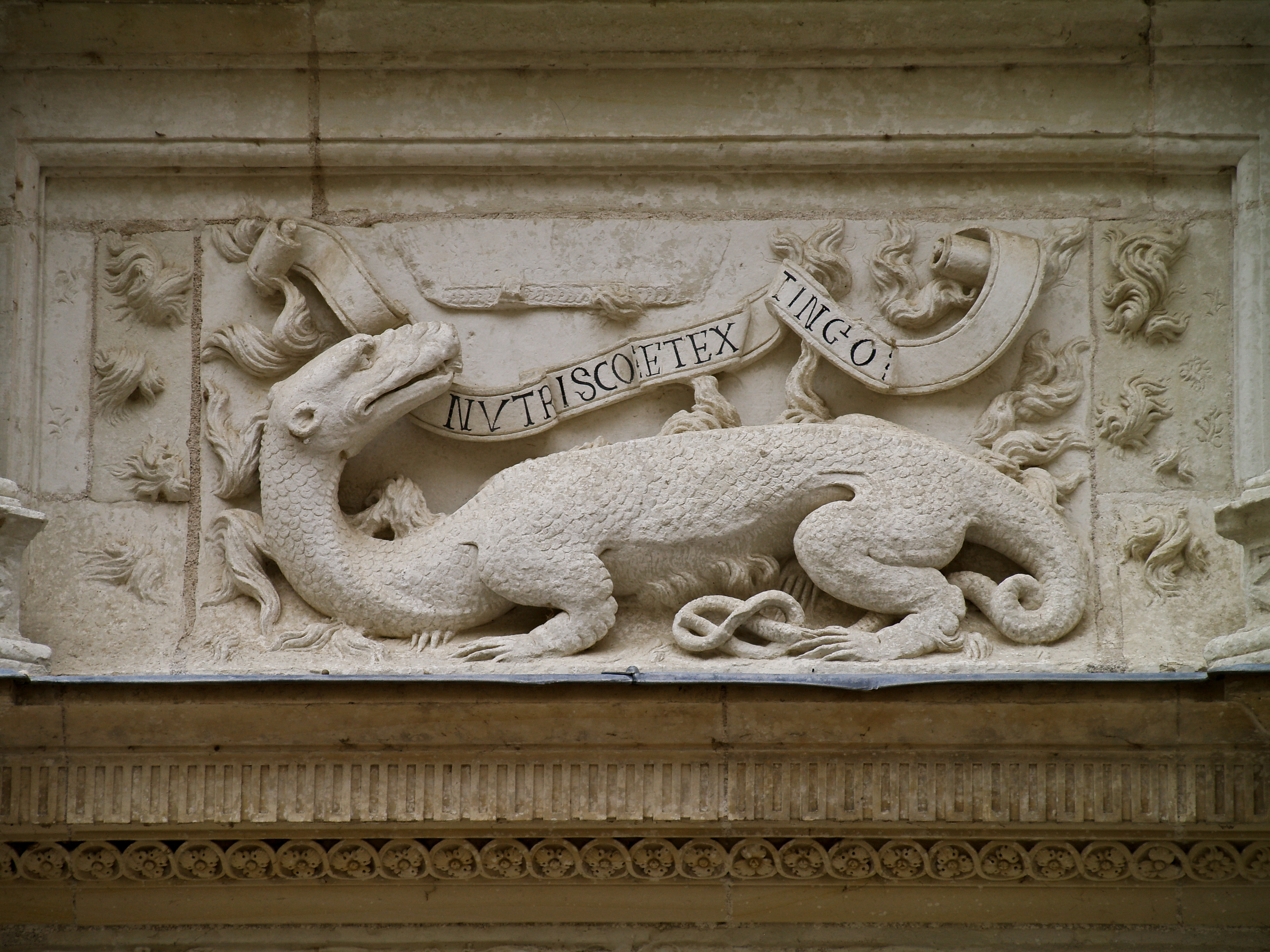
這是尊位於阿宰勒里多（Azay-le-Rideau）的沙羅曼達雕像，其上有弗朗索瓦一世的格言 Nutrisco et extinguo

Le Havre 的徽章
Gennes, Maine-et-Loire 的徽章
Sarlat-la-Canéda 的徽章

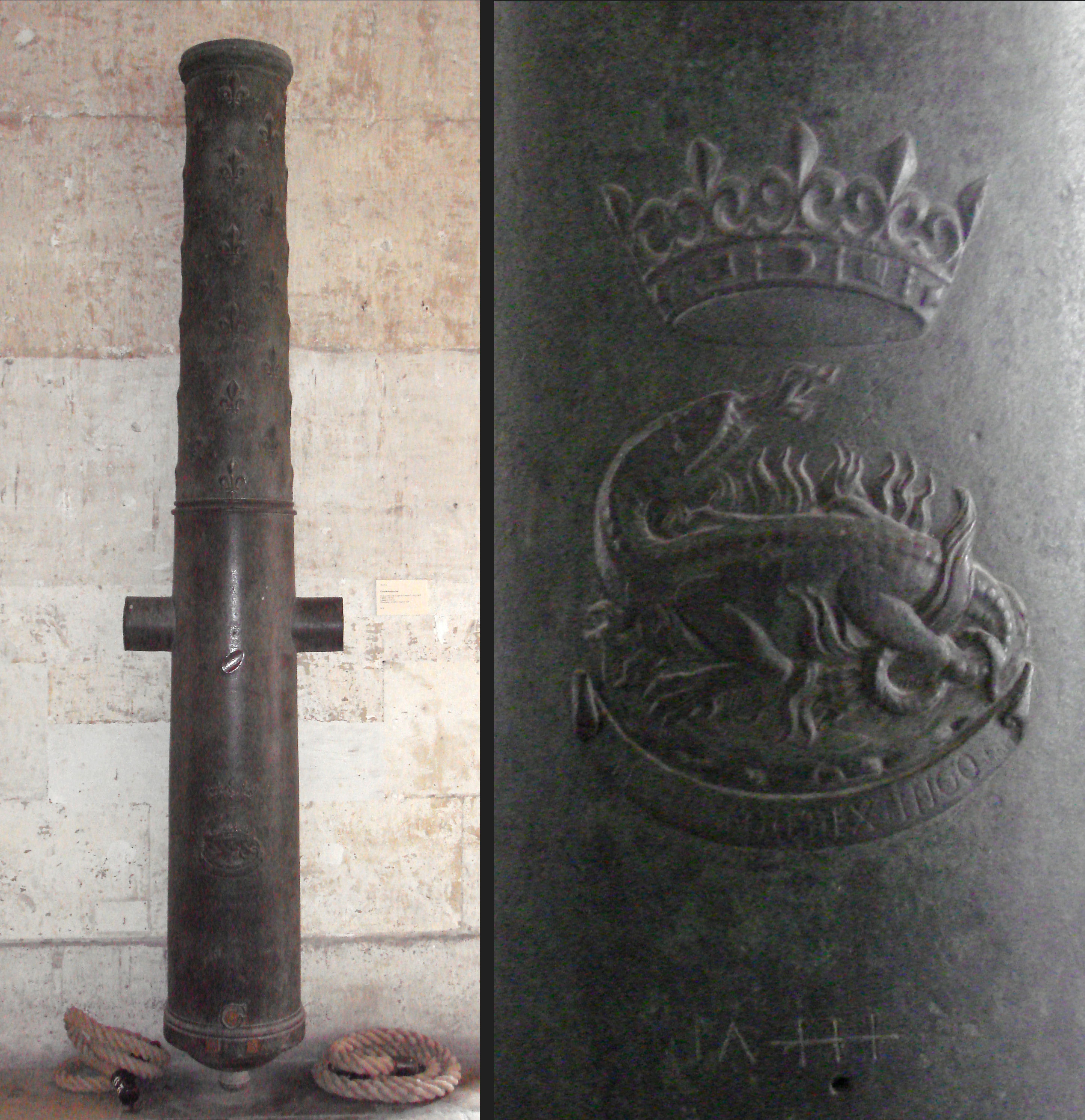
弗朗索瓦一世的重砲（Grand culverin），口徑140mm，全長307cm，其上有沙羅曼達的徽章。該砲1830年在阿爾及爾修復

有些保險公司使用沙羅曼達作為他們的徽章圖樣。沙羅曼達的名字也被機場救災車（Airport crash tender）阿爾維斯火蜥蜴（Alvis Salamander）使用。在雷·布萊伯利的華氏451度裡，沙羅曼達和不死鳥是消防員們的象徵（書中的「Fireman」指的是燒書人而非消防員）。
沙羅曼達因為傳說的火焰性質，牠的名字時常和暖氣機、烤箱一類的事物有所關聯。許多攜帶式氣對流暖氣機在西方常被稱作火蜥蜴暖氣或直接稱為火蜥蜴。在一些專業廚房裡，一種用來完成菜餚（像是法式燉蛋的焦糖）的小烤架也被稱為火蜥蜴，或火蜥蜴爐、火蜥蜴烤架，更白話些就叫起士融化機（cheese melter）。這名字也出現在其他類似目的的廚具上。

## 流行文化
在小說（尤其是奇幻小說）、遊戲、電影以及各種娛樂媒體中時常可以看見沙羅曼達的身影。在這些作品裡，沙羅曼達通常有以下三種面貌：喜愛火焰、神秘而且通常有魔力的生物；火元素精靈；以及火蜥蜴。

## 外部連結
- The Medieval Bestiary: Salamander （页面存档备份，存于）
- Dave's Mythical Creatures and Places: Salamander